# Criffel
Le Criffel est une colline située à l'extrême sud-ouest de l'Écosse, au sud de la ville de Dumfries. D'une altitude modeste de 569 mètres, elle marque cependant fortement le paysage à cause de sa proéminence et de sa proximité de la mer, à moins de trois kilomètres.

## Toponymie
La première mention de la colline date de 1273, sous la forme Crufel, suivie par Crofel en 1319 et Crefel en 1330. Le second élément, fel, signifie « montagne ».

## Géographie

### Topographie
Le Criffel culmine à 569 mètres. Néanmoins, cette altitude modeste est compensée par une proéminence de 487 mètres, le Criffel étant la huitième montagne la plus proéminente d'Écosse,.

### Géologie

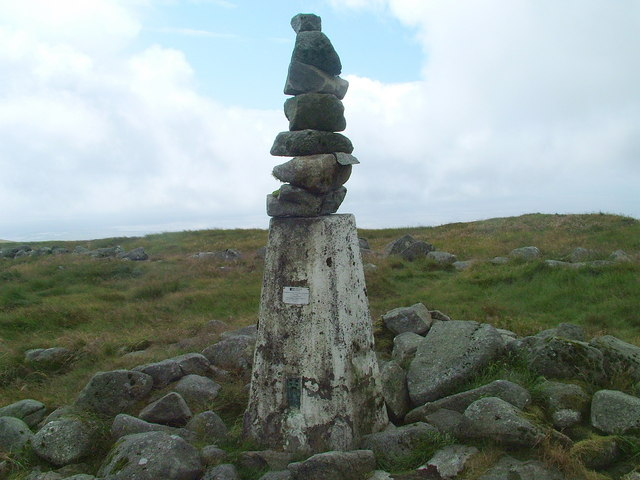
Point géodésique placé au sommet du Criffel et entouré de blocs de granodiorite.

Le Criffel est composé de granodiorite,,, émergeant d'une zone houillère qui s'étend aussi bien au nord qu'au sud de la formation.

### Faune et flore

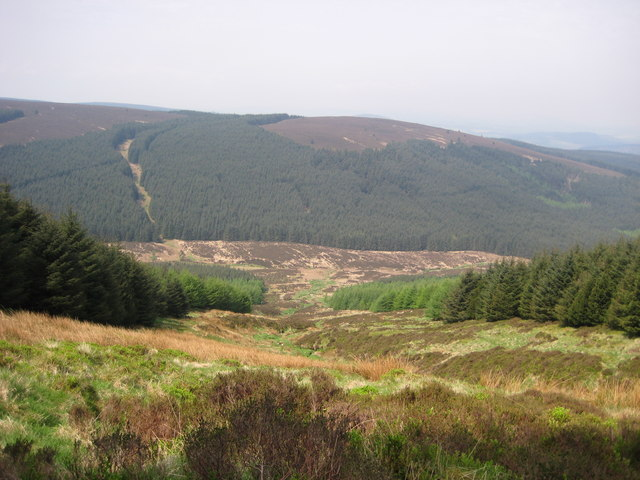
Les bois recouvrant les pentes occidentales du Criffel.

La végétation couvrant le sommet et la plus grande partie des pentes est très rase, composée principalement de bruyères, de linaigrettes et de myrtilliers.

## Tourisme

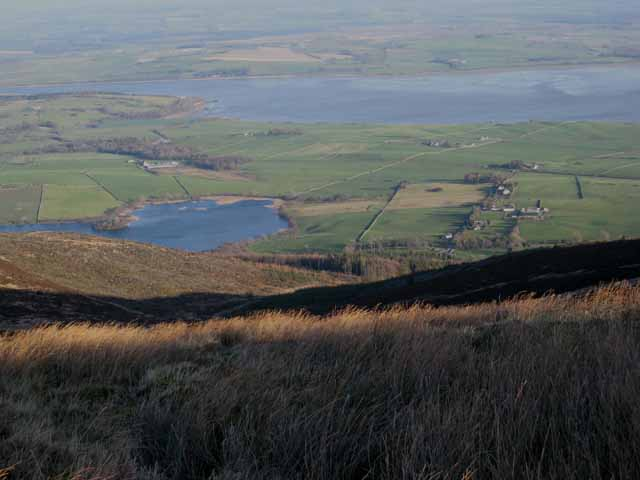
Les pentes du Criffel vues du sommet. Au second plan, l'estuaire de la Nith.

L'ascension de la colline dure environ deux à trois heures depuis les bords du Loch Kindar, et permet de contempler un panorama à 360°, s'étendant notamment jusqu'au Skiddaw et à l'Île de Man par temps clair,.